# Zuppa di miso

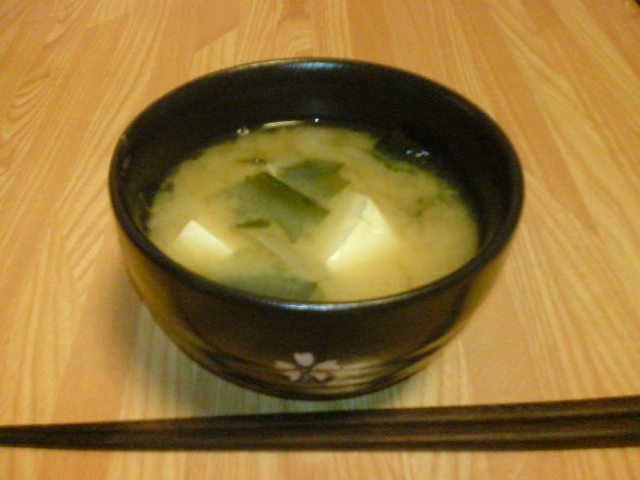
La zuppa di miso

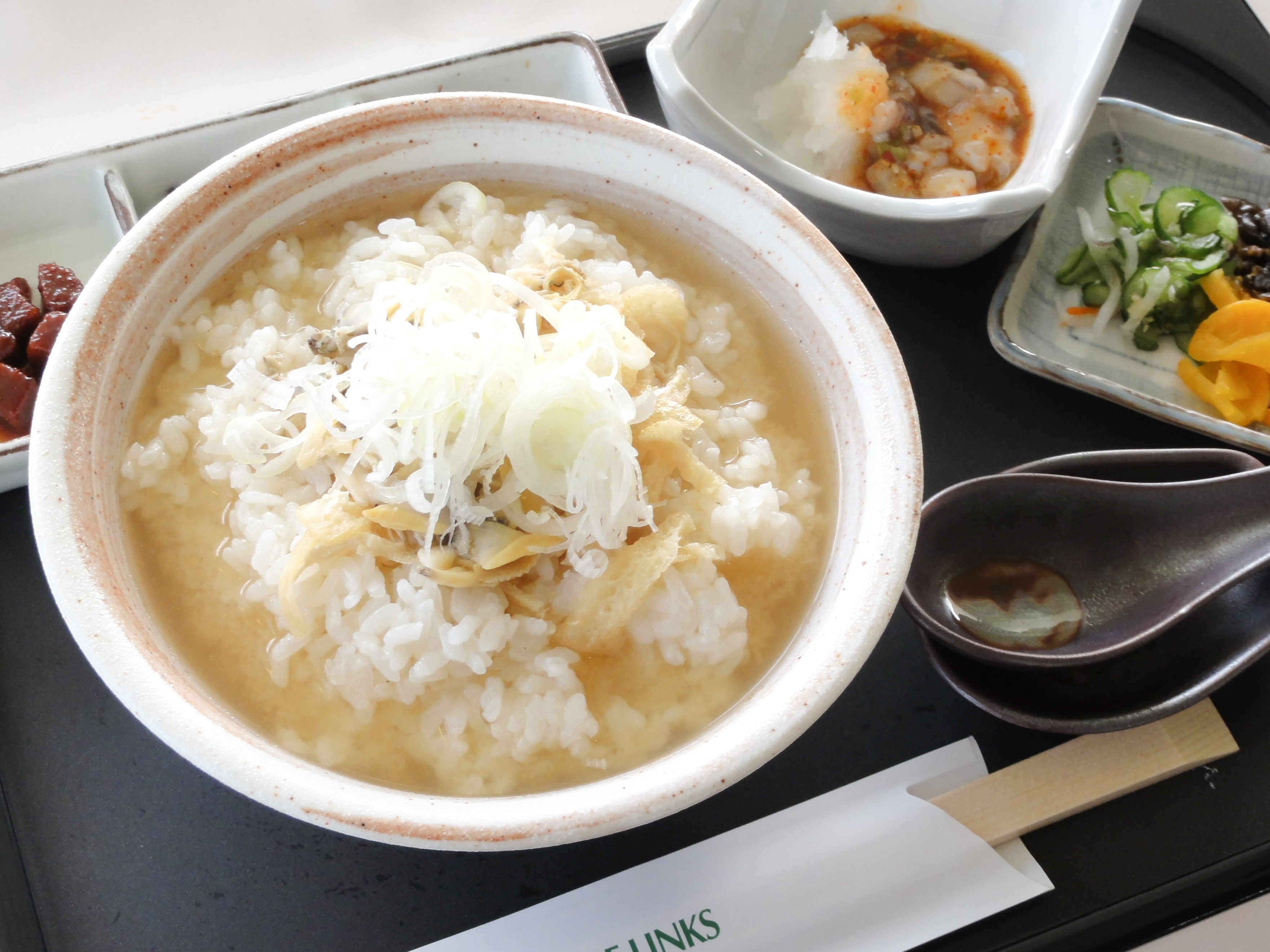
Fukagawa don; donburi con misoshiru sul riso.

La zuppa di miso (in giapponese misoshiru (味噌汁)) è una zuppa tradizionale della cucina giapponese costituita sostanzialmente da brodo, in particolare dashi, mescolato con pasta di miso.

## Caratteristiche
La zuppa di miso prende il nome dal suo ingrediente principale, il miso, una pasta di soia fermentata dagli svariati usi in cucina, soprattutto nella cucina moderna giapponese, dove si utilizza spesso per marinare o gratinare.
Alla base della zuppa di miso vi è il dashi, un alimento composto da scaglie di tonnetto striato essiccato (katsuobushi) e da una grossa alga di nome kombu. Non serve aggiungere sale, in quanto il miso, per sua natura, è già molto salato. In questo brodo, per ottenere la zuppa, si dissolve la pasta di miso, a cui si possono aggiungere cubetti di tofu ed altre varietà di alga (wakame, per esempio).

## Ingredienti solidi
In accordo con la tradizione giapponese gli ingredienti solidi della zuppa vengono scelti in modo da riflettere il variare delle stagioni. Così il negi (pianta simile all'erba cipollina) e il tofu si mischiano con gli ingredienti dal sapore delicato contenuti nella zuppa.
Nella zuppa possono essere utilizzati altri ingredienti: carote, daikon e patate, aggiunti nelle ricette della zuppa in Europa e America. Durante il mese di maggio vengono aggiunti alla composizione ingredienti quali funghi, cipolla, gamberetti, pesce grattugiato.

## Preparazione
La zuppa di miso può essere preparata in diversi modi. Il miso viene sempre aggiunto a fine cottura, al fine di non alterare il suo sapore e le sue proprietà organolettiche, o uccidere, con la bollitura, i microrganismi contenuti al suo interno. Quando le verdure sono cotte, il brodo viene tolto dal fuoco, viene aggiunto il miso e gli altri ingredienti crudi, e la zuppa viene servita, calda.
In Giappone la zuppa di miso e il riso bianco sono i due piatti più importanti della colazione tradizionale giapponese. In Oriente sono molto comuni le confezioni di zuppa di miso istantanea, composti solitamente liofilizzati da aggiungere all'acqua calda. Il suo utilizzo è molto comune soprattutto sui posti di lavoro.